# Тарпея
Тарпея е римска весталка, най-известна с това, че предава Рим на сабините. На нейно име на наречена Тарпейската скала. Според легендата, когато Тит Таций напада Рим, след отвличането на сабинянките, тя, дъщерята на управителя на крепостта на Капитолийския хълм, предава римляните като отваря градските врати в замяна на „това, което носят на ръцете си“, вярвайки че ще получи техните златни украшения. Вместо това, сабините я хвърлят от скалата, която по-късно вече носи нейното име.